# El petó (Hayez)
|  | Aquest article tracta sobre El petó (Hayez). Vegeu-ne altres significats a «El bes». |

El petó o El bes (en italià, Il bacio) és una pintura de l'artista italià Francesco Hayez. Possiblement l'obra més coneguda de l'autor, el quadre aglutina característiques del romanticisme italià i s'ha citat sovint com un exemple representatiu del Risorgimento. S'exposa actualment a la Pinacoteca de Brera a Milà.